# 田口聖
田口 聖（たぐち ひじり、1964年 - ）は、日本の映画プロデューサー。是枝裕和とのコラボレーションで知られる。

## 略歴
東京都生まれ。横浜放送映画専門学校（現・日本映画大学）9期生。同期には映画監督の清水浩、ウッチャンナンチャン他がいる。フリーランスのプロデューサー（ラインプロデューサー）。

## 主な作品

### 映画
- 『みんなあげちゃう』（製作進行・1985年）
- 『プルシアンブルーの肖像』（製作進行・1986年）
- 『1999年の夏休み』（製作進行・1987年）
- 『ジュリエット・ゲーム』（製作進行・1988年）
- 『どついたるねん』（製作進行・1989年）
- 『稲村ジェーン』（製作進行・1990年）
- 『ボクが病気になった理由』（製作担当・1990年）
- 『天河伝説殺人事件』（製作主任・1991年）
- 『就職戦線異状なし』（製作主任・1991年）
- 『人間交差点』（プロデューサー・1992年）
- 『夏の庭』（製作担当・1993年）
- 『愛の新世界』（製作担当・1994年）
- 『勝手にしやがれ』（製作担当・1996年）
- 『らせん』（ラインプロデューサー・1998年）
- 『アナザヘヴン』（ラインプロデューサー・1999年）
- 『ミスター・ルーキー』（製作担当・2001年）
- 『蛇イチゴ』（ラインプロデューサー・2002年）
- 『鉄人28号』（特撮プロデューサー・2003年）
- 『誰も知らない』（ラインプロデューサー・2003年）
- 『メゾン・ド・ヒミコ』（ラインプロデューサー・2004年）
- 『花よりもなほ』（ラインプロデューサー・2005年）
- 『黄色い涙』（ラインプロデューサー・2006年）
- 『歩いても歩いても』（ラインプロデューサー・2007年）
- 『おと・な・り』（共同プロデューサー・2008年）
- 『空気人形』（ラインプロデューサー・2008年）
- 『恋愛戯曲 〜私と恋におちてください。〜』（プロデューサー・2009年）
- 『奇跡』（プロデューサー・2011年）
- 『そして父になる』（プロデューサー・2013年）[1]。
- 『家路』（アソシエイトプロデューサー・2014年）[2]。
- 『キセキ -あの日のソビト-』（プロデューサー・2017年）
- 『万引き家族』（プロデューサー・2018年）
- 『ホットギミック』（ラインプロデューサー・2019年公開予定）